# Estación San Juan (Chile)
San Juan fue una estación de ferrocarril que se hallaba en medio del Desierto de Atacama, en la Región de Antofagasta de Chile. Fue parte del Longitudinal Norte y actualmente se encuentra inactiva.

## Historia
La estación fue construida como parte del ferrocarril Longitudinal Norte, el cual comenzó a operar en 1913; originalmente en el trazado primitivo la estación no estaba proyectada sino que estaba planificada otra parada —denominada «Quaest-Faslem»— cerca de la quebrada de la Cachina, sin embargo las posteriores modificaciones al trazado durante su construcción establecieron la nueva estación San Juan en su ubicación definitiva, en la pampa homónima. Según Santiago Marín Vicuña, la estación se encontraba ubicada a una altitud de 2002 m s. n. m.
La estación no aparece en publicaciones turísticas de 1949, mientras que en mapas oficiales de 1964 la estación aparece solamente mencionada como un paradero. También existió otro paradero no oficial entre las estaciones San Juan y Altamira, en donde existió una casa de la que actualmente solo quedan sus cimientos.
La estación dejó de prestar servicios cuando finalizó el transporte de pasajeros en la antigua Red Norte de la Empresa de los Ferrocarriles del Estado en junio de 1975, siendo clausurada de manera formal el 15 de enero de 1979. Las vías del Longitudinal Norte fueron traspasadas a Ferronor y privatizadas, mientras que la estación fue abandonada y solamente quedan algunas ruinas y 2 vías paralelas además de un grifo de agua y algunas señales.